# Those About to Die

Those About to Die é uma série de televisão de drama histórico desenvolvida por Robert Rodat e dirigida por Roland Emmerich e Marco Kreuzpaintner . A série, adaptada do livro de Daniel P. Mannix, estreou em 18 de julho de 2024 no Peacock, com todos os seus 10 episódios lançados, e internacionalmente no Amazon Prime Video em 19 de julho de 2024. O título da série faz referência à saudação latina feita ao Imperador nos jogos, Ave César, morituri te salutant, "Ave César, os que vão morrer te saúdam".

## Premissa
A série contra sobre o mundo dos jogos na época do Império Romano, centrando-se nos cocheiros, gladiadores e na política em torno do imperador.

## Elenco

### Principal
- Iwan Rheon: Tenax, um chefe do crime clandestino e dono da maior taverna de apostas de Roma.
- Sara Martins: Cala, uma comerciante númida e mãe de Kwame, Aura e Jula.
- Tom Hughes: Titus Flavianus, um famoso general, filho mais velho de Vespasiano e seu sucessor.
- Jojo Macari: Domiciano Flaviano, o filho mais novo de Vespasiano, e Edil Ludi, que organiza as lutas de gladiadores e corridas de bigas de Roma.
- Moe Hashim: Kwame, um lutador númido que se tornou gladiador e filho de Cala.
- Jóhannes Haukur Jóhannesson: Viggo, um guerreiro nórdico e colega gladiador de Kwame.
- Rupert Penry-Jones: Marcus Servillius, senador de Roma, marido de Antonia e membro da facção azul.
- Gabriella Pession: Antonia Servillia, esposa de Marsus e membro da facção azul.
- Dimitri Leonidas: Scorpus, um cocheiro bem-sucedido e amado, além de amigo de Tenax.
- Emilio Sakraya: Xenon, um cocheiro e rival de Scorpus.
- David Wurawa: Gavros, um experiente treinador de cavalos e especialista em lutas de gladiadores.
- Pepe Barroso: Fonsoa, irmão de Elia e Andria.
- Gonçalo Almeida: Elia, irmão mais novo de Fonsoa e Andria, que está em Roma na esperança de vender seus garanhões.
- Eneko Sagardoy: Andria, irmão mais velho de Elia e Fonsoa, que sonha em se tornar um cocheiro.
- Lara Wolf: Berenice, a amante judaica de Tito, reconhecida como a "Rainha Judaica".
- Romana Maggiora Vergano: Salena, esposa de Rufus, sócia da facção Azul.
- Angeliqa Devi: Caltonia, a chefe da facção Azul.
- Anthony Hopkins: Vespasiano, Imperador de Roma próximo da morte.

### Secundário
- Kyshan Wilson: Aura, a filha mais velha de Cala.
- Alicia Edogamhe: Jula, a filha mais nova de Cala, tornou-se escrava de Antonia e Marsus.
- Alessandro Bedetti: Hermes, escravo e amante de Domiciano.
- Martyn Ford: Flamma, uma gladiadora temida e monstruosa.
- Jarreth J. Merz: Dacia, capanga de Tenax.
- Vincent Riotta: Leto, um senador romano e chefe da facção Branca.
- Michael Bundred: Torel, um senador romano e chefe da facção Vermelha.
- Marco Gambino: Sepulcius, um senador romano e chefe da facção Verde.
- Adrian Bouchet: Porto, o prefeito pretoriano sob ordens de Tito.
- Clélia Zanini: Márcia, a nova noiva romana de Tito.
- Alice Lamanna: Cornélia, filha de Antônia e Marte e uma virgem vestal de Roma.
- Victor von Schirach: Passus, o extravagante mestre dos jogos de Domiciano.
- Daniel Stisen: Ursus, uma figura misteriosa do passado de Tenax.
- Christian Hillborg: Noro, capanga de Tenax.
- Davide Tucci: Manilius, um guarda pretoriano que faz acordos com Tenax e Domiciano.
- Michael Maggi: Rufus, marido de Salena e viciado em jogos de azar que joga fora as ações da facção Azul de sua esposa.
- Thomas Hunt: Lucius, chefe de um grupo de batedores de carteira que trabalha para Domiciano.
- Christopher Ward: Tiones, um traficante de escravos.
- Jonathan Harboe: Tuccian
- Hilal Beraki: Seeno
- Hossein Taheri: Abbas
- Mohammad Bakri: Farid
- Eleonora Gaggero: Íris

## Episódios
| Temporada | Episódio | Título                    | Dirigido por        | Escrito por            | Data de lançamento  |
| 1         | 1        | "Levante-se ou Morra!     | Roland Emmerich     | Robert Rodat           | 18 de Julho de 2024 |
| 1         | 2        | "Não Confie em Ninguém"   | Roland Emmerich     | Robert Rodat           | 18 de Julho de 2024 |
| 1         | 3        | "À Beira da Morte"        | Roland Emmerich     | Robert Rodat           | 18 de Julho de 2024 |
| 1         | 4        | "A Aposta de um Idiota"   | Marco Kreuzpaintner | Charles Holland        | 18 de Julho de 2024 |
| 1         | 5        | "Traição"                 | Marco Kreuzpaintner | Alex Carmadelle        | 18 de Julho de 2024 |
| 1         | 6        | "Relação de Sangue"       | Marco Kreuzpaintner | Eva Gonzalez Szigriszt | 18 de Julho de 2024 |
| 1         | 7        | "Leito de Morte"          | Marco Kreuzpaintner | Jill Robi              | 18 de Julho de 2024 |
| 1         | 8        | "Tudo ou Nada"            | Marco Kreuzpaintner | Marissa Lestrade       | 18 de Julho de 2024 |
| 1         | 9        | "Os Dados estão Lançados" | Roland Emmerich     | Robert Rodat           | 18 de Julho de 2024 |
| 1         | 10       | "Que os Jogos Comecem"    | Roland Emmerich     | Robert Rodat           | 18 de Julho de 2024 |
| --------- | -------- | ------------------------- | ------------------- | ---------------------- | ------------------- |

## Produção
Foi anunciado em julho de 2022 que a Peacock havia autorizado o começo do projeto, escrito por Robert Rodat e dirigido por Roland Emmerich . A série tem um orçamento médio de US$ 140 milhões.
Em janeiro de 2023, Anthony Hopkins foi contratado para o elenco principal. Dimitri Leonidas, Gabriella Pession, Lorenzo Richelmy e Tom Hughes foram contratados em fevereiro, com Marco Kreuzpaintner se juntando a Emmerich como diretor. A produção começou na Cinecittà em março na cidade de Roma, com o elenco secundário anunciado, com atores como Iwan Rheon, que foi contratado para substituir Richelmy.

## Recepção
A série tem 49% de taxa de aprovação de 41 avaliações no site americano Rotten Tomatoes, com uma pontuação média entre os usuários de 5,3 de 10.

## Links externos
- Those About to Die. no IMDb.
- Peacock TV